# Hwang Ye-ji
Hwang Ye-ji (* 26. Mai 2000 in Seoul, Südkorea) ist eine südkoreanische Sängerin, Rapperin und Tänzerin. Bekannt wurde sie durch ihr Debüt in der südkoreanischen Girlgroup Itzy.

## Leben
Obwohl Yeji in Seoul geboren wurde, wuchs sie in Jeonju auf. Sie besuchte die Jeonju Hwasan Elementary School, die Jeonju Geunyeong Middle School und die Jeonju Commercial Information High School.
Sie gilt als musikalisch,  sie kann singen, rappen und tanzen. 2019 wurde sie Mitglied der JYP Girlgroup. Sie debütierte am 12. Februar 2019 mit der Single „Dalla Dalla“. Das Musikvideo von „Dalla Dalla“ wurde in den ersten 24 Stunden knapp 14 Millionen Mal angeschaut, was einen Rekord für ein K-Pop-Debütvideo bedeutete. 

## Diskografie
Siehe: Itzy#Diskografie

## Auszeichnungen

### 2019
- Brand of the Year Awards – Rookie Female Idol
- M2 X Genie Music Awards – The Female New Artist
- Soribada Best K-Music Awards – Rookie Award
- V Live V Heartbeat Awards – V Live Global Rookie Top 5
- Asia Artist Awards – Rookie Award
- Melon Music Awards – New Artist of the Year (Female)
- Mnet Asian Music Awards – Best New Female Artist
- KBrasil Music Awards – Best New Female Artist

### 2020
- Korea First Brand Awards – New Female Artist
- Golden Disc Awards
  - Digital Song Division Bonsang (Dalla Dalla)
  - Best New Artist
- Gaon Chart Music Awards – New Artist of the Year (digital)
- Seoul Music Awards – Rookie Award
- The Fact Music Awards – Next Leader Award